# La Puebla de los Infantes
La Puebla de los Infantes is een gemeente in de Spaanse provincie Sevilla in de regio Andalusië met een oppervlakte van 154 km². In 2007 telde La Puebla de los Infantes 3281 inwoners.